# Marienkapelle Rölsdorf

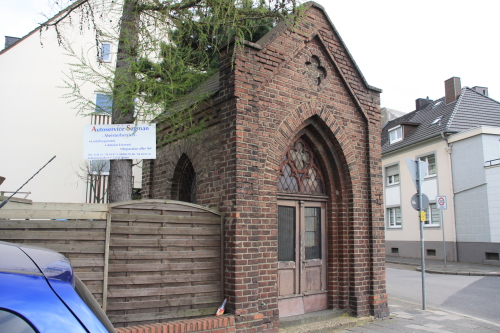
Die Marienkapelle

Die Marienkapelle Rölsdorf befindet sich in Düren in Nordrhein-Westfalen. 
Die kleine Kapelle steht an der Ecke Monschauer Straße (Bundesstraße 399) / Kapellenstraße. Sie wurde zwischen 1855 und 1860 erbaut. Im Volksmund wird sie Cohnenskapellchen genannt, weil sie von den Eheleuten Cohnen aus Anlass der Geburt des Sohnes Matthias gebaut worden sein soll.
Die kleine neugotische Backsteinkapelle hat einen 3/8-Chorabschluss und spitzbogige Seitenfenster. Im straßenseitigen Giebel ist ein spitzbogiges Stufenportal mit der doppelflügeligen Originaltür. Im Inneren befindet sich der originale neugotische Altar mit einer Marienstatue. 
Das Bauwerk ist unter Nr. 1/076 in die Denkmalliste der Stadt Düren eingetragen.